# فیانو رومانو
فیانو رومانو (به ایتالیایی: Fiano Romano) یک کومونه در ایتالیا است که در استان رم واقع شده‌است.

## خصوصیات
فیانو رومانو ۴۱ کیلومترمربع مساحت و ۱۵٬۲۸۶ نفر جمعیت دارد و ۹۷ متر بالاتر از سطح دریا واقع شده‌است.